# The Aliens (opera teatrale)
The Aliens è un'opera teatrale della drammaturga statunitense Annie Baker, rappresentata in prima assoluta a New York nel 2010.

## Trama
In una piccola cittadina del Vermont due uomini sulla trentina, Jasper e KJ, si incontrano dietro a un bar per discutere di musica e poesia. I due parlano molto della loro band, che continua a cambiare nome ma al momento è chiamata "The Aliens" e si scoprono più informazioni su di loro: Jasper ha lasciato l'università, soffre di un disturbo mentale che si cura da solo e sta scrivendo un romanzo ispirato a Kerouac, mentre KJ ha abbandonato il liceo e piange la fine di una relazione. 
Quando il proprietario del bar manda l'adolescente cameriere Evan a farli allontanara dalla sua proprietà, il ragazzo non solo fallisce nell'intento, ma viene "adottato" dai due uomini, che decidono di insegnargli tutto quello che sanno sulla vita. L'insolito trio celebra insieme il 4 luglio, ma l'amicizia tra i tre è improvvisamente interrotta dalla morte di Jasper ucciso, KJ dice, da un'overdose. KJ regala ad Evan la chitarra dell'amico e i due si dividono.

## Rappresentazioni
La pièce debuttò al Rattlestick Playwrights Theater dell'Off Broadway il 22 aprile 2010 e rimase in cartellone fino al 23 maggio. Sam Gold curava la regia e il cast comprendeva Michael Chernus, Dane DeHaan ed Erin Gann. La produzione vinse tre Obie Award, il massimo riconoscimento del teatro dell'Off Broadway: migliore opera teatrale americana, miglior regia e miglior performance (DeHaan).
Altre produzioni sono andate in scena a Boston (2010), Londra (2010), San Francisco (2012), Washington (2012) e Chicago (2013).